# Ma’ariw
Ma’ariw (hebr. ‏מַעֲרִיב‎; ang. Maariv) – izraelska gazeta, wydawana w Tel Awiwie od 1948, jeden z największych dzienników w kraju.